# Адыге-Хабль
Ады́ге-Ха́бль (кабард.-черк. Адыгэ-Хьэблэ) — аул в Адыге-Хабльском районе Карачаево-Черкесской Республики. Административный центр Адыге-Хабльского района. Образует Адыге-Хабльское сельское поселение.

## География
Аул расположен в восточной части Адыге-Хабльского района, на правом берегу реки Малый Зеленчук. Находится в 12 км к северо-западу от города Черкесск на трассе Р217.
Площадь территории сельского поселения составляет — 11,75 км².
Граничит с землями населённых пунктов: Икон-Халк на юго-западе, Адиль-Халк на северо-западе, Эркен-Халк и Эркен-Шахар на севере.
Населённый пункт расположен на нижней трети северных склонов Кавказа в лесостепной зоне республики. Рельеф местности представляет собой в основном волнистую равнину, расчленённой с юга на север рекой Малый Зеленчук. Вытянутые в широтном направлении потяжины и повышения имеют древнее происхождение. Средние высоты на территории сельского поселения составляют 443 метра над уровнем моря. Абсолютные высоты превышают отметки в 500 метров.
Почвенный покров отличается исключительным разнообразием. Развиты чернозёмы предкавказские и предгорные. В пойме рек пойменные луговые почвы.
Гидрографическая сеть в основном представлена рекой Малый Зеленчук. К северу от аула расположено крупное водохранилище.
Климат умеренно-теплый. Среднегодовая температура воздуха положительная и составляет около +10°С. Средняя температура июля +21,5°С, средняя температура января −2°С. Максимальная температура может достигать +38°С, минимальная может опускаться до −30°С. Продолжительность вегетационного периода 210 дней. Относится к зоне достаточного увлажнения, однако в конце лета могут наблюдаются сильные восточные и северо-восточные ветры, которые несут засуху.
Среднее количество осадков в год составляет около 680 мм в год. Основная их часть приходится на период с апреля по июнь.

## История
До начала XX века земли на которых расположен аул принадлежал князю Лиеву. Затем они были приобретены помещиком Мамонтовым, который в 1911 году построил здесь шерстопрядильную фабрику, которая была разграблена в период гражданской войны. В 1925 году на месте бывшей фабрики стали селиться первые безземельные крестьяне, а в 1926 году сюда переселилось несколько десятков семей из аула Хабез. Первыми переселенцами основанный ими аул был назван «Адыге-Хабль», что в переводе с черкесского языка означает — «адыгское селение». В последующем в аул переселилось также много абазин, ногайцев и русских. В 1928 году организована коммуна, которая 1930 году была преобразована в колхоз.
В 1936 году в аул Адыге-Хабль был перенесён административный центр Икон-Халкского района Черкесской автономной области. В 1955 году Икон-Халкский район упразднён.
В 1957 году аул стал административным центром новообразованного Адыге-Хабльского района Карачаево-Черкесской автономной области.
Ныне аул является одним из центров пищевой промышленности республики.

## Население
| 1959  | 1970  | 1979  | 1989  | 2002  | 2010  | 2012  |
| ----- | ----- | ----- | ----- | ----- | ----- | ----- |
| 1982  | ↗2897 | ↗2956 | ↗3775 | ↘3650 | ↗3946 | ↘3889 |
| 2013  | 2014  | 2015  | 2016  | 2017  | 2018  | 2019  |
| ↗3890 | ↗3907 | ↗3936 | ↘3886 | ↗3888 | ↗3906 | ↘3872 |
| 2020  | 2021  | 2023  | 2024  | 2025  |       |       |
| ↗3906 | ↗4476 | ↗4492 | ↘4451 | ↗4456 |       |       |

Плотность — 379.23 чел./км².
Национальный состав
По данным Всероссийской переписи населения 2010 года:
| Народ      | Численность, чел. | Доля от всего населения, % |
| ---------- | ----------------- | -------------------------- |
| черкесы    | 2173              | 55,1 %                     |
| ногайцы    | 682               | 17,3 %                     |
| русские    | 385               | 9,7 %                      |
| абазины    | 346               | 8,8 %                      |
| карачаевцы | 60                | 1,5 %                      |
| другие     | 300               | 7,6 %                      |
| всего      | 3946              | 100 %                      |

По данным Всероссийской переписи населения 2021 года:
| Народ              | Численность, чел. | Доля от всего населения, % |
| ------------------ | ----------------- | -------------------------- |
| черкесы            | 2 917             | 65,16 %                    |
| ногайцы            | 524               | 11,70 %                    |
| абазины            | 452               | 10,09 %                    |
| русские            | 308               | 6,88 %                     |
| карачаевцы         | 67                | 1,49 %                     |
| другие/ не указано | 199               | 4,44 %                     |
| всего              | 4 476             | 100 %                      |

## Образование
- Начальная школа — ул. Первомайская, 36.
- Средняя общеобразовательная школа — ул. Школьная, 5.
- Детский сад «Светлячок» — ул. Советская, 21.
- Дом детского творчества — ул. Советская, 10.
- Детско-юношеская спортивная школа — ул. Советская, 17.
- Бокс-Клуб — ул. Первомайская, 42.
- Детская музыкальная школа — ул. Советская, 17.
- Физкультурно-оздоровительный комплекс «Сосруко» — ул. Советская, 12.

## Здравоохранение
- Районная больница — ул. Первомайская, 142.
- Районная поликлиника — ул. Первомайская, 48.
- Центр гигиены и эпидемиологии КЧР — ул. Первомайская, 38.
- Районный ветеринарный участок — ул. Первомайская, 139.

## Культура
- Дом культуры
- Адыге-Хабльская библиотечная система

## Ислам
На территории аула действует одна мечеть.

## Памятники
| Памятники:                |          |                  |                                                                                 |
| Название                  | Название | Год установления | Описание                                                                        |
| «Они сражались за Родину» |          | 1982 год         | Памятник войнам и жителям аула, погибшим при обороне и освобождении Адыге-Хабля |
| «Погибшим в теракте»      |          | 2007 год         | Памятник жертвам терактов                                                       |
| «Воину-Интернационалисту» |          | 2010 год         | Памятник воинам-интернационалистам                                              |

Также на территории сельского поселения находятся множество адыгских курганных захоронений относящиеся к XIII—XV векам.

## Экономика
Основной экономической специализацией Адыге-Хабльского сельского поселения является переработка сельхозпродукции. Основное развитие получили сыродельное производство и иные предприятия пищевой промышленности.
На территории сельского поселения расположены предприятия:
- ОАО «Меркурий»
- ООО «ПМК—44»
- КФХ «Сатурн»

В сельском хозяйстве в основном выращивают пшеницу, ячмень, гречиху, кукурузу и подсолнечник. Развито садоводство. Действуют цехи по обработке известняка, песка, глины и гравийного материала.

## Улицы
| Абадзехская       |
| Абазинская        |
| Банова            |
| Беговая           |
| Бжедугова         |
| Весенняя          |
| Гаражная          |
| Заводская         |
| Зелёная           |
| Интернациональная |
| Кабардинская      |
| Кавказская        |
| Карьерная         |
| Кирпичная         |
| Ключевая          |
| Комсомольская     |

| Космонавтов  |
| Красная      |
| Мира         |
| Молодёжная   |
| Мостовая     |
| Набережная   |
| Нартов       |
| Первомайская |
| Победы       |
| Подгорная    |
| Полевая      |
| Пушкина      |
| Пчелосовхоз  |
| Родниковая   |
| Садовая      |
| Светлая      |

| Северная        |
| Советская       |
| Солнечная       |
| Спортивная      |
| Степная         |
| Темиргоевская   |
| Убыхская        |
| Хамзата Дохова  |
| Хусина Гашокова |
| Цветочная       |
| Черкесская      |
| Чистая          |
| Шапсугская      |
| Школьная        |
| Электрическая   |

## Известные уроженцы
- Дерев Станислав Эдикович (1947—2006) — российский политик. Член Совета Федерации Федерального Собрания Российской Федерации (2001—2004).